# Горинь Богдан Миколайович
Богда́н Микола́йович Го́ринь (нар. 10 лютого 1936, Кнісело) — український політичний та громадський діяч, народний депутат України 1-го та 2-го скликань, журналіст, мистецтвознавець, політолог, дисидент часів СРСР, молодший брат Михайла Гориня, старший брат Миколи Гориня, двоюрідний племінник діяча ОУН Миколи Кириловича Лебедя (син його двоюрідної сестри Стефанії Данилівни Горинь (до шлюбу Грек)). 
Член президії товариства «Україна»; голова товариства «Україна — Польща»; член Центрального проводу Республіканської християнської партії, голова редакційної комісії.

## Життєпис
Народився 10 лютого 1936 року в селі Кнісело Жидачівського повіту Станиславівського воєводства Польщі (нині Бібрська міська територіальна громада Львівський район Львівської області України). Батько Микола Михайлович Горинь (1905—1988) був головою місцевого товариства «Просвіта» й активістом Організації Українських Націоналістів. Мати Стефанія Данилівна Горинь (до шлюбу Грек; 1911—2003) була селянкою. Через участь голови родини в українському підпіллі на початку грудня 1944 року родину Горинів було заарештовано НКВС та спрямовано на заслання в Сибір. Але ще в Галичині варта дала їм змогу втекти. Після цього до весни 1945 року вся родина Горинів жила в підпіллі. Потім Богдан Горинь разом із родичами подався в місто Ходорів Львівської області, де вони й оселились.  
Освіта вища. Закінчив Львівський державний університет імені Івана Франка, філологічний факультет у 1959 р., філолог, учитель української мови і літератури.
З 08.1959 р. по 09.1961 р. — методист Львівського обласного будинку народної творчості.
З 08.1960 р. по 06.1962 р. — вчитель СШ № 7 м. Львова.
З 06.1962 р. по 08.1965 р. — науковий працівник Львівського державного музею українського мистецтва. Виступав у пресі як літературний критик та мистецтвознавець. Організовував видання та поширення самвидаву.
З 08.1965 р. — заарештований, давав показання проти Михайла Масютка та Мирослави Зваричевської, засуджений «за антирадянську пропаганду» на 3 роки концтаборів у селі Явас Мордовської АРСР к/т 11.
У 1968—1976 рр. — робітник Розділпромбуду; завідувач читального залу бібліотеки Ходорівського цукрокомбінату, маляр ремонтно-будівельного управління № 3 у Львові; працював у міжобласній реставраційній майстерні у Львові; маляр Південьзахідхімрембудмонтажу; кочегар Львівської дитячої лікарні № 1.
У 1976—1989 рр. — старший науковий працівник Львівської картинної галереї.
З 01.1990 р. — науковий працівник Львівського історичного музею.
З 1988 р. — один із засновників Української Гельсінської Спілки.
У 1988—1990 рр. — голова Львівської обласної організації УГС.
У 1990—1992 рр. — голова Львівської обласної організації УРП.
У 1990—1997 рр. — член Проводу і Ради УРП.
З 03.1990 р. по 04.1994 р. — Народний депутат України 1-го скликання.
У 1992—1994 рр. — очолював парламентські делегації на сесіях і семінарах в Раді Європи та Північноатлантичній асамблеї.
У 1994—1996 рр. — директор Інституту досліджень діаспори.
З 12.1994 р. по 04.1998 р. — народний депутат України 2-го скликання. Член Комітету з питань прав людини, національних меншин і міжнаціональних відносин. Член групи «Державність», потім — член групи «Конституційний центр».
Був членом Великої ради Руху, член ради Товариства української мови імені Тараса Шевченка.
Відзнака Президента України В. Януковича — ювілейна медаль «20 років незалежності України» (19 серпня 2011)
Нагороджений орденом «За заслуги» III ступеня, II ступеня.

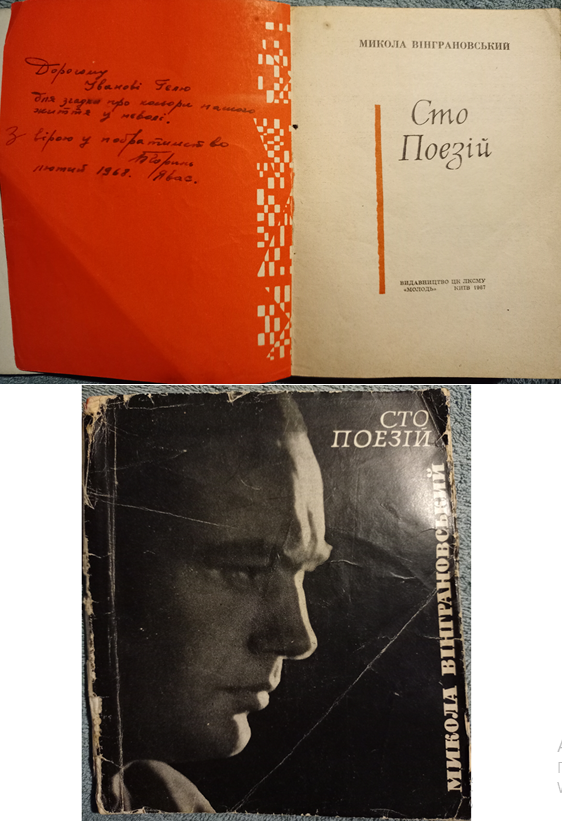
Дарчий напис Богдана Гориня для Івана Геля на книзі Вінграновського

У 2019 році став лауреатом Шевченківської премії у номінації «Публіцистика, журналістика» — за есе-колаж «Святослав Гординський на тлі доби» у двох книгах

## Творчість
Член редколегій самвидаву часописів «Український вісник» у 1988—1989 рр., «Кафедра» у 1988—1989 рр., головний редактор самвидаву щомісячного бюлетеня «Львівські новини» з 1989 р.
Автор книжок, багатьох статей з питань літератури, мистецтва, психології творчості, історії, політики у періодичних виданнях.
Автор та співавтор книг:
- 1994 — «Крим не тільки зона відпочинку» (співавтор)
- 1994 — «На пути в Европу»
- 1995 — «Опанас Заливаха. Вибір шляху»
- 1996 — «У пошуках берега»
- 2013 — «Любов і творчість Софії Караффи-Корбут»[7]

Член Спілки письменників України.
Вільно володіє польською мовою.